# Química teòrica
La química teòrica és l'estudi de la química a través d'un raonament teòric fonamental, habitualment amb l'ajuda de les matemàtiques i de la física. Degut a l'alt grau d'èxit, en els darrers anys aquesta disciplina ha consistit fonamentalment en la química quàntica (l'ús de la mecànica quàntica per tal de resoldre problemes físics), tot i que l'abast de la química teòrica és molt més gran. Degut al ràpid desenvolupament dels computadors, avui dia s'enténen la química teòrica i la química computacional com a les dues cares d'una mateixa moneda, ja que la majoria de sistemes químics d'interès són massa complexes com per calcular les seves propietat sense l'ús d'un computador o, en molts casos, un supercomputador.

## Branques de la química teòrica
La química teòrica es divideix grosso modo en tres branques: estructura electrònica, dinàmica química i termodinàmica. En el procés d'elaboració d'un model teòric, aquestes tres disciplines poden participar-hi en major o menor grau.
Un estudi més detallat ens permet distingir encara més branques. A continuació hi ha una llista (no exhaustiva) d'aquestes:
Química quànticaAplicació de la mecànica quàntica a problemes químics
Química computacionalAplicació de computadors i algorisme a la química
Modelatge molecularMètodes per modelar estructures químiques sense usar necessàriament química quàntica. Examples són el docking molecular, el disseny de fàrmacs o la química combinatòria.
Dinàmica molecularAplicació de la mecànica clàssica o mecànica quàntica per simular el moviment dels nuclis en un conjunt d'atoms i molècules.
Mecànica molecularModelatge de les interaccions intra- i inter-moleculars o superfícies d'energia potencial mitjançant la suma de forces d'interacció.
Química matemàticaPredicció d'estructures moleculars fent ús de mètodes matemàtics sense referir-se necessàriament a la mecànica quàntica.
Cinètica química teòricaEstudi teòric dels sistemes dinàmics associats a reaccions químiques i les seves corresponents equacions.
Termodinàmica estadísticaEstudi de l'estadística dels fenòmens químics i dels fenòmens màcroscòpics que se'n deriven.